# (9558) 1986 QB3
A (9558) 1986 QB3 a Naprendszer kisbolygóövében található aszteroida. Henri Debehogne fedezte fel 1986. augusztus 29-én.